# Choroterpes basalis
Choroterpes basalis is een haft uit de familie Leptophlebiidae. De wetenschappelijke naam van de soort is voor het eerst geldig gepubliceerd in 1900 door Banks.
De soort komt voor in het Nearctisch gebied.